# Белингам (Вашингтон)
Белингам (енгл. Bellingham) град је у америчкој савезној држави Вашингтон. По попису становништва из 2010. у њему је живело 80.885 становника.

## Демографија
Према попису становништва из 2010. у граду је живело 80.885 становника, што је 13.714 (20,4%) становника више него 2000. године.
| Група             | 2000.          | 2010.          |
| Белци             | 57.684 (85,9%) | 65.907 (81,5%) |
| Афроамериканци    | 655 (1,0%)     | 1.068 (1,3%)   |
| Азијати           | 2.853 (4,2%)   | 4.135 (5,1%)   |
| Хиспаноамериканци | 3.111 (4,6%)   | 5.665 (7,0%)   |
| Укупно            | 67.171         | 80.885         |